# Tibor Radó

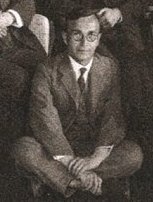
Tibor Radó, 1928

Tibor Radó (* 2. Juni 1895 in Budapest, Österreich-Ungarn; † 12. Dezember 1965 in New Smyrna Beach, Florida) war ein ungarischer Mathematiker, bekannt für seine Arbeiten über Minimalflächen und Turingmaschinen.

## Leben
Tibor Radó ging in Budapest zur Schule und nahm 1913 an der Eötvös-Loránd-Universität ein Ingenieurstudium auf. Nach Ausbruch des Ersten Weltkriegs wurde er 1915 in die Österreich-Ungarns Heer im Ersten Weltkrieg eingezogen und geriet 1916 in russische Gefangenschaft, wo er den Mathematiker Eduard Helly traf, der ihn unterrichtete. Erst 1920 konnte er aus dem sibirischen Gefangenenlager bei Tobolsk flüchten. Nach einem Umweg über die arktischen Gebiete Sibiriens konnte er nach Ungarn zurückkehren und seine Ausbildung mit einem Mathematikstudium an der Universität der Wissenschaften Szeged bei Alfréd Haar und Frigyes Riesz fortsetzen. Mit einer Doktorarbeit bei Riesz wurde er 1922 promoviert. Anschließend arbeitete er als Assistent und Privatdozent. 1928 war er mit einem Stipendium der Rockefeller-Stiftung bei Constantin Carathéodory an der Ludwig-Maximilians-Universität München und bei Paul Koebe und Leon Lichtenstein an der Universität Leipzig und seit 1929 an der Harvard University. Schließlich erhielt er 1930 an der Ohio State University in Columbus einen Lehrstuhl für Mathematik, den er bis zu seiner Emeritierung im Jahr 1964 innehatte. 1942 war er Gastprofessor an der University of Chicago. 1946–1948 war er Dekan des Fachbereichs in Columbus.
Radó war 1950 Invited Speaker auf dem Internationalen Mathematikerkongress in Cambridge, Massachusetts, und trug über „Applications of area theory in analysis“ vor. 1953 wurde er Vizepräsident der American Association for the Advancement of Science. 1952 gab er die ersten Earle Raymond Hedrick Lectures der Mathematical Association of America. Er war Herausgeber des American Journal of Mathematics. Er leistete wichtige Beiträge zur Variationsrechnung, Potentialtheorie, zu partiellen Differentialgleichungen, zur Differentialgeometrie, Maßtheorie und Topologie. 1925 bewies er in dem Artikel „Über den Begriff der Riemannschen Fläche“, dass jede topologische Fläche trianguliert werden kann. Er setzte damit den Schlussstein zur Klassifikation der Flächen, die zuvor für triangulierte Flächen von Max Dehn und Poul Heegaard ausgearbeitet worden war.
Von ihm stammt in der Berechenbarkeitstheorie die Idee des Fleißigen Bibers (Busy Beaver) sowie der damit zusammenhängenden, eindeutig definierten, jedoch nicht berechenbaren Radó-Funktion. Heute wird ihm unabhängig von Jesse Douglas die Lösung des Plateau-Problems zugesprochen (1930). Er benutzte dabei völlig andere Methoden (Näherung durch konforme Abbildungen) als Douglas.
Radó war seit 1924 verheiratet und hatte zwei Kinder. Er liegt auf dem Bellevue Memorial Park in Daytona Beach in Florida begraben.

## Schriften
- Über den Begriff der Riemannschen Fläche, Acta Scientarum Mathematicarum Universitatis Szegediensis, 1925.
- The problem of least area and the problem of Plateau, Mathematische Zeitschrift Band 32, 1930, S. 763.
- On the problem of Plateau, Springer-Verlag, Berlin, Ergebnisse der Mathematik und ihrer Grenzgebiete, 1933, 1951, 1971.
- Subharmonic Functions, Springer, Ergebnisse der Mathematik und ihrer Grenzgebiete, 1937.
- Length and Area, AMS Colloquium Lectures, 1948.
- mit Paul V. Reichelderfer: Continuous transformations in analysis – with an introduction to algebraic topology, Springer 1955.
- On Non-Computable Functions, Bell System Technical Journal 41/1962.
- Computer studies of Turing machine problems, Journal of the ACM 12/1965.